# Sianowo (gmina)
Sianowo – dawna gmina wiejska istniejąca w latach 1934–1954 i 1973–1976 w woj. pomorskim/gdańskim (dzisiejsze woj. pomorskie). Siedzibą władz gminy było Sianowo.
Gmina zbiorowa Sianowo została utworzona 1 sierpnia 1934 roku w powiecie kartuskim w woj. pomorskim z dotychczasowych jednostkowych gmin wiejskich: Bącz, Głusino, Kolonja Mirachowo, Nowa Huta, Pomieczyńska Huta, Sianowo, Sianowska Huta, Staniszewo, Stara Huta, Grzybno (część), Prokowo (część), Pomieczyno (część), Bącka Huta (część), Kamienica Królewska (część) i Kamieński Młyn (część) oraz z obszarów dworskich położonych na tych terenach lecz nie wchodzących w skład gmin. 
Po wojnie (7 kwietnia 1945 roku) gmina wraz z całym powiatem kartuskim weszła w skład nowo utworzonego woj. gdańskiego. Według stanu z dnia 1 lipca 1952 roku gmina składała się z 10 gromad: Bącz, Głusino, Kolonia, Mirachowo, Nowa Huta, Pomieczyńska Huta, Sianowo, Sianowska Huta, Staniszewo, i Stara Huta. Gmina została zniesiona 29 września 1954 roku wraz z reformą wprowadzającą gromady w miejsce gmin.
Gminę Sianowo przywrócono w powiecie kartuskim, w woj. gdańskim wraz z reaktywowaniem gmin z dniem 1 stycznia 1973 roku. 1 czerwca 1975 roku gmina znalazła się w nowo utworzonym ("małym") woj. gdańskim. 2 lipca 1976 roku gmina została zniesiona przez połączenie jej terenów z dotychczasową gminą Kartuzy w nową gminę Kartuzy.